# Inmaculada Concepción (Tiepolo)
Esta representación de la Inmaculada Concepción fue realizada por el pintor rococó italiano Giovanni Battista Tiepolo. Data de los años 1767-1769 y está pintada al óleo sobre lienzo. Mide 281 cm de alto por 155 cm de ancho. Se expone en el Museo del Prado de Madrid, España.
Entre 1767 y 1769 pintó Tiepolo siete lienzos para la iglesia real del convento de San Pascual en Aranjuez, hoy divididos entre el Museo del Prado de Madrid (además de este hay un San Pascual Baylón y un San Antonio de Padua) y el Palacio Real de Madrid.
Se representa a la Virgen tal como se narra su aparición en el Apocalipsis, capítulo 12, versículos 1-17:

1. Y una grande señal apareció en el cielo: una mujer vestida del sol, y la luna debajo de sus pies, y sobre su cabeza una corona de doce estrellas. (...) 9. Y fue lanzado fuera aquel gran dragón, la serpiente antigua, que se llama Diablo y Satanás, el cual engaña á todo el mundo; fue arrojado en tierra, y sus ángeles fueron arrojados con él. (...) 13. Y cuando vio el dragón que él había sido arrojado á la tierra, persiguió á la mujer que había parido al hijo varón...

Aparecen en esta escena toda una serie de símbolos relacionados tradicionalmente con la Virgen: en primer lugar, la corona de doce estrellas y sobre ella, una paloma que representa el Espíritu Santo. Se alza, envuelta en el típico manto azul celeste, sobre la esfera terrestre y una media Luna, pisando a la serpiente o dragón que es el Diablo que lleva en la boca la manzana que hizo caer en la tentación a Adán y Eva, de manera que la Virgen aparece como exenta del pecado original. Uno de los ángeles porta la vara de azucenas; sobre el suelo se ve una palmera, una rosa y, entre las nubes, un espejo.
De esta manera se representaba el dogma de la Inmaculada Concepción de María para la Iglesia católica, como el único ser humano concebido sin pecado original. Tiepolo usa colores claros, iluminando la escena con una intensa luz dorada.